# Willkommen Österreich (Fernsehmagazin)
Willkommen Österreich war eine von 1995 bis 2007 werktags von Montag bis Freitag im Vorabendprogramm ausgestrahlte sogenannte „Fernseh-Illustrierte“ des Österreichischen Rundfunks. Obwohl im Lauf der Jahre verschiedenste Sendeabläufe verwendet wurden, bot Willkommen Österreich stets eine Mischung aus Chroniksendung, (Promi-)Talkshow, Lifestyle-Magazin, Wettershow und Gewinnspiel für die Zuschauer.

## Sendungsprofil

### März 1995 bis Februar 2004
Willkommen Österreich wurde werktags zwischen 17:05 Uhr, beginnend gleich nach der Zeit im Bild, bis zu den Bundesland-heute-Regionalsendungen um 19:00 Uhr auf ORF 2 ausgestrahlt. Die erste Ausgabe ging am 6. März 1995 mit Elisabeth Engstler und Wolfram Pirchner auf Sendung, erster Stargast war Uschi Glas. Das zweite Moderatorenduo zum Sendungsstart waren Ricarda Reinisch und Reinhard Jesionek. Nach dessen Ausscheiden Ende 2000 aus dem ORF folgte mit 2. Jänner 2001 der Wiener Peter Tichatschek als Partner von Reinisch. Weitere Moderatoren waren bis zu deren Umstieg 1999 in die Politik Theresia Zierler, sowie Thomas Fuhrmann, Dieter Chmelar und Martina Rupp. Erster Regisseur der Sendung war Otto Anton Eder.

### Februar 2004 bis Einstellung Ende 2007
Mit 2. Februar 2004 wurde die Sendung einem Relaunch unterzogen und in zwei Hauptblöcke aufgeteilt. Das Format bekam einen neuen Sendungsverantwortlichen und das „Wohnzimmer der Nation“ wurde zu einer Wohnung vergrößert. Willkommen Österreich wurde von fast zwei Stunden auf etwa 75 Minuten verkürzt. Nach einer Werbepause folgte im Anschluss daran um 18:25 Uhr ein fünfminütiger zeitgeschichtlicher Block (Zeitenblicke – 50 Jahre Zeitgeschichte). Für den Rest des Sendeplatzes, von 18:30 bis 19:00 Uhr, wurde die Konsumentensendung Gut beraten Österreich ins Programm genommen. Zu den noch verbliebenen Moderatoren Elisabeth Engstler und Wolfram Pirchner wurde zu Martina Rupp als vierter Moderator der Oberösterreicher Karl Ploberger in die Sendung geholt. Am 28. Oktober 2004 wurde die 2.500. Ausgabe gesendet.
Die letzte Ausgabe der von Willkommen Österreich wurde am 30. März 2007 ausgestrahlt. Die letzten Moderatorenpaare stellten Martina Rupp mit Martin Ferdiny, sowie die beiden vom Start bis zur Einstellung moderierenden Elisabeth Engstler und Wolfram Pirchner.

### Expertentipps
Ein durchgehender Bestandteil war die Einbindung von Experten, die täglich im Einwochen- bzw. Zweiwochenturnus wechselnd in ihrem Fachgebiet Tipps und Tricks gaben (nachstehend zum Zeitpunkt des Relaunch im Februar 2004):
- Moderator Hademar Bankhofer mit „Gesundheit aus der Natur“ am Montag,
- „Hausarzt“ Siegfried Meryn am Donnerstag,
- Andrea Dungl-Zauner mit Traditioneller chinesischer Medizin am Freitag,
- Apothekerin Barbara Haase am Mittwoch (26. Februar 2003 bis 28. März 2007[6]),
- Lebensberater Andreas Kienzl am Mittwoch,
- Notar Michael Platzer 14-täglich am Dienstag,
- Helmut Pechlaner, der ehemalige Direktor des Tiergarten Schönbrunn mit „Tierreich“ am Montag,
- Sommelière Christina Fieber mit Weinkenner Klaus Egle abwechselnd am Montag,
- Imageberaterin und Stylistin Eva Köck-Eripek am Montag,
- „Laufen und Bewegung“ mit Wim Luipers und
- „Selbstverteidigung für ältere Menschen“ mit Ronny Kokkert am Dienstag.
- Mittwochs wurden den Zuschauern in der wöchentlichen Studioaktion die neuesten Trends in Sachen Mode und Styling vorgeführt und Kosmetiktipps gegeben.
- Experten für Familientherapie und Mediation wurden jeweils für die Freitagsendung eingeladen.

Einige dieser Experten sind auch weiterhin im Nachfolgeformat auf ihren wöchentlichen Sendeplätzen am Fernsehschirm zu sehen, so zum Beispiel die Apothekerin Barbara Haase.

## Nachfolgeformate am Sendeplatz
Mit der Programmreform 2007 des Generaldirektors Alexander Wrabetz wurde die Marke Willkommen Österreich für die Vorabendsendung aufgegeben und der Gesamtsendeplatz mit Sendestart 10. April 2007 dreigeteilt: Um 17:05 Uhr nach der Zeit im Bild startet Heute in Österreich, ab 18:30 Uhr wird das erneuerte Konsumentenmagazin Konkret – Das Servicemagazin ausgestrahlt. Bis Juni 2007 wurde die im Sendeblock noch nicht geschlossene Lücke zwischen 17:40 und 18:30 Uhr mit der Serie Julia – Eine ungewöhnliche Frau gefüllt.
Mit 11. Juni 2007 gelangte mit Sommerzeit auf dem Sendeplatz um 17:40 Uhr das noch fehlende Format zur Ausstrahlung. Je nach Jahreszeit hieß die Sendung Frühlingszeit, Sommerzeit, Herbstzeit und Winterzeit. Dieses tägliche Vorabendmagazin ist dem ursprünglichen Willkommen-Österreich-Format sehr ähnlich. Moderiert wurde die Sendung abwechselnd von Elisabeth Engstler, Reinhard Jesionek und Verena Scheitz.
Im Jahr 2012 wurde die Sendung in heute leben umbenannt. Inhaltliche Adaptionen wurden keine vorgenommen, allein das Moderationsteam wurde geändert. Die Sendung wurde alternierend von Wolfram Pirchner und Verena Scheitz bis zur Absetzung des Programms 2017 moderiert.

## Nachnutzung des Markennamens Willkommen Österreich
Der gut bekannte Markenname wurde mit einer Late-Night-Show mit Christoph Grissemann und Dirk Stermann als Moderatorenduo weiter verwertet. In der Programmschiene DIE.NACHT geht seit 31. Mai 2007 Willkommen Österreich als Late-Night-Show auf Sendung.